# Farhat Hached
Farhat Hached (in arabo فرحات حشاد‎?, Farḥāt Ḥashād; al-ʿAbbāsiyya, 2 febbraio 1914 – Radès, 5 dicembre 1952) è stato un sindacalista tunisino.
Nato nel villaggio di al-ʿAbbāsiyya (Isole Kerkenna), fu uno dei principali esponenti del Movimento nazionale tunisino assieme a Habib Bourguiba e a Salah Ben Youssef. Fu assassinato nelle vicinanze di Radès dalla Main rouge, un'organizzazione armata favorevole alla presenza francese in Tunisia.

## Gioventù

### Formazione
Figlio di un povero pescatore, Mohamed Hached, e di Hana Ben Romdhane, fu iscritto a otto anni alla scuola elementare di Kellabine, il cui preside era francese. Conseguì il diploma nel 1929 ma la morte del padre lo costrinse a interrompere gli studi e a entrare nell'attività lavorativa.

### Esperienze lavorative
Nel 1930, diventa impiegato nella Société du transport du Sahel, di base a Susa, dove gli offrono un posto di conducente. Quello stesso anno dà vita in seno alla società a un sindacato di base, affiliato alla Confédération générale du travail (CGT) francese, compiendo così i suoi primi passi nell'attività sindacale alla quale dedicherà l'intera sua vita.

Accede a diverse responsabilità sindacali, dapprima a livello locale e poi a livello regionale, prima di raggiungere l'amministrazione centrale del sindacato e cominciare a operare accanto ad Albert Bouzanquet. Come conseguenza viene licenziato dal suo posto di lavoro nel 1939.
Nel corso della Seconda guerra mondiale, vive giorni difficili, a causa del divieto di qualsiasi attività politica imposto dalle autorità del regime di Vichy. Diventa quindi volontario della Croce Rossa per soccorrere i feriti, compito che assolve al di fuori delle sue ore di lavoro. Nel 1943, arriva a Sfax dopo la sua assunzione in qualità di funzionario dei lavori pubblici e riprende le sue attività sindacali nell'Union régionale de Sfax. Si sposa il 15 ottobre dello stesso anno a Kerkenna con sua cugina Emna.

## Leader sindacale
Al congresso dell'Union départementale della CGT, svolto a marzo 1944, davanti all'incapacità del sindacalismo metropolitano francese e delle sue branche socialiste e comuniste di dare risposte idonee ai lavoratori tunisini, si dimette dalla CGT. Hached e i suoi compagni le rimproverano infatti d'«ignorare le aspirazioni legittime dei Tunisini all'indipendenza nazionale». Fin dal novembre 1944, Hached prende l'iniziativa, con altri sindacalisti tunisini, di dar vita a un sindacato tunisino autonomo. Comincia con l'Union des syndicats libres du Sud a Sfax, fissando come priorità la giustizia sociale, l'uguaglianza tra lavoratori tunisini e i loro omologhi francesi e l'indipendenza nazionale. A Tunisi crea, nel 1945, l'Union des syndicats indépendants du Nord.

### Fondatore dell'UGTT
Il 20 gennaio 1946, il congresso costitutivo di un'organizzazione comune che raggruppa i sindacati autonomi del Nord e del Sud e la Fédération générale tunisienne du travail fondata nel 1936, dà vita all'Union générale tunisienne du travail (UGTT). Hached è eletto all'unanimità Segretario Generale della nuova realtà sindacale, all'età di appena trentadue anni. Jean Lacouture ne fornisce una viva (anche se un po' eurocentrica) descrizione qualche anno più tardi:
(Non credo che alcuno dei suoi più accaniti avversari gli abbia mai negato la forza della simpatia: «Ferhat, m'ha detto un vecchio dignitario del Maghzen, ah! il bandito, quanto è cortese... ». È un uomo basso e solido che vi accoglie, la mano tesa, lo sguardo azzurro e ridente in un volto tondo dall'incarnato chiaro. La voce acuta sorprende in quest'uomo vigoroso dal collo da lottatore. Piccoli baffi rossicci, tagliati corti, accentuano il tipo occidentale del leader sindacale)

### Sostegno al movimento nazionale
Fin dall'inizio, Hached iscrive il movimento sindacale nella lotta per l'indipendenza. Autonomo e indipendente com'è, rappresenta un sostegno importante e leale per il Movimento nazionale tunisino, animato e guidato dal Neo-Dustur. Gli scioperi, i movimenti di protesta politica e civile e le manifestazioni di piazza si moltiplicano per reclamare l'indipendenza e il miglioramento delle condizioni assai penose di vita e di lavoro dei Tunisini. L'UGTT, sotto la direzione di Hached, svolge un ruolo decisivo nella promozione e organizzazione dei movimenti e nella radicalizzazione delle rivendicazioni popolari. La sua adesione alla International Confederation of Free Trade Unions (ICFTU) nel 1951 conduce Hached, diventato membro del suo Comitato Esecutivo, da una riunione all'altra in Nordafrica, a Milano, e altrove.
Nel corso del IV congresso dell'UGTT, nel marzo 1951, Hached delinea il suo bilancio dopo cinque anni di guida dell'organizzazione. Mentre 120 000 aderenti, di ogni categoria e di tutte le regioni del Paese, hanno raggiunto la capitale tunisina, una vera guerriglia è scatenata in modo organizzato e sistematico contro le autorità del protettorato francese. Secondo Hached, l'UGTT costituisce una forza d'iniziativa per strutturare la società attorno alle varie componenti della società civile nel campo politico (con i comitati di garanzie costituzionali) o sociale (coi comitati sul carovita). D'altra parte l'adesione dell'UGTT nel 1949 alla Federazione Sindacale Mondiale gli garantisce una rappresentanza internazionale. Oramai la creazione di un'unione sindacale nordafricana diventa una priorità per Hached, che incoraggia i sindacalisti marocchini e algerini a creare sindacati autonomi e i libici a dar finalmente vita a strutture sindacali. Infine, col suo programma economico e sociale e i capitoli sulle libertà, l'UGTT dota il movimento nazionale di un'agenda nazionale per il dopo-indipendenza.

### Filmografia
- Farhat Hached, documentario di Abdellatif Ben Ammar, 2002
- Farhat Hached, le crime, documentario di Najib Gouiaa, 2002